# Pachylia darceta
Pachylia darceta är en fjärilsart som beskrevs av Druce 1881. Pachylia darceta ingår i släktet Pachylia och familjen svärmare. Inga underarter finns listade i Catalogue of Life.

## Bildgalleri

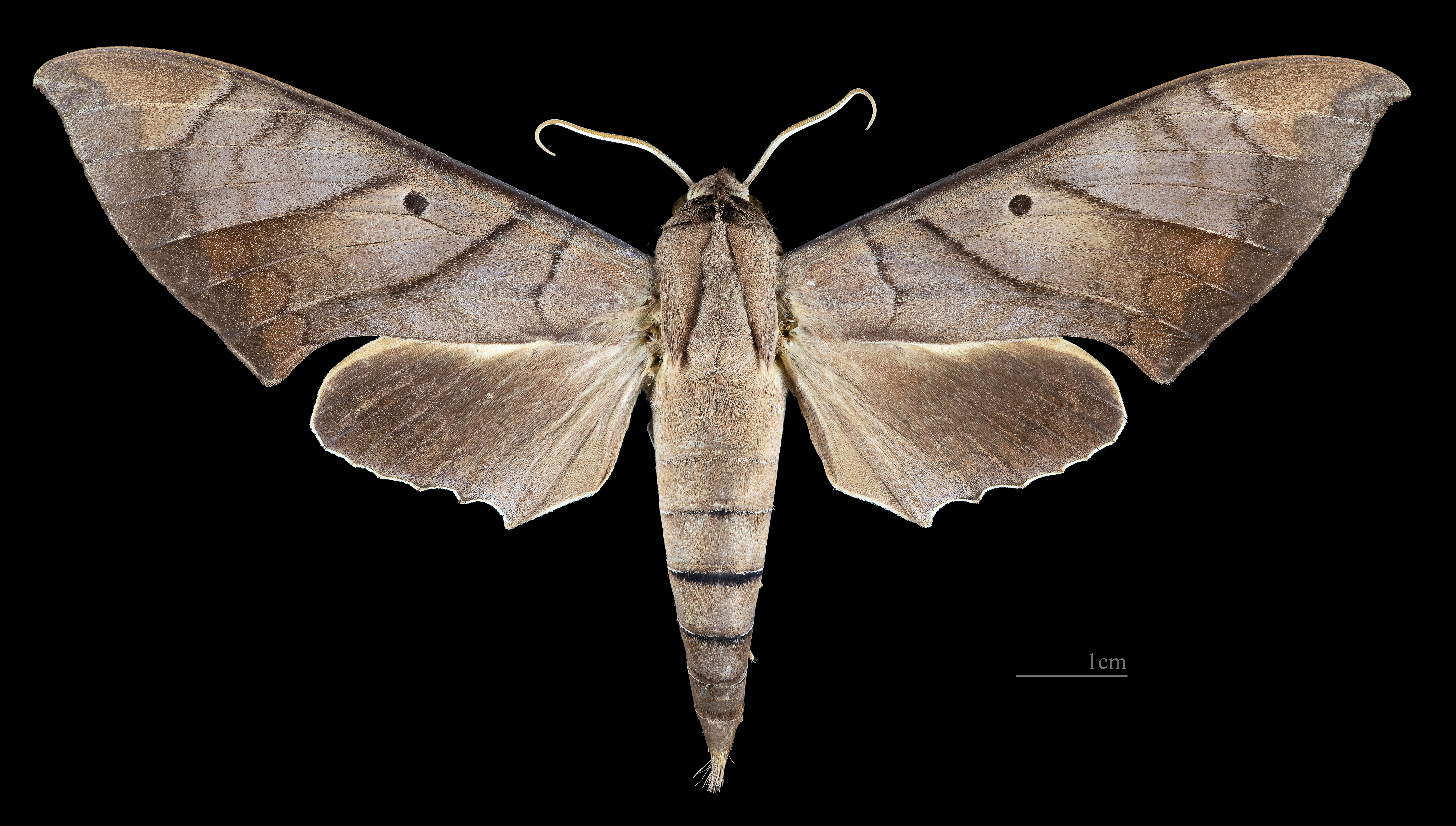
Pachylia darceta ♂
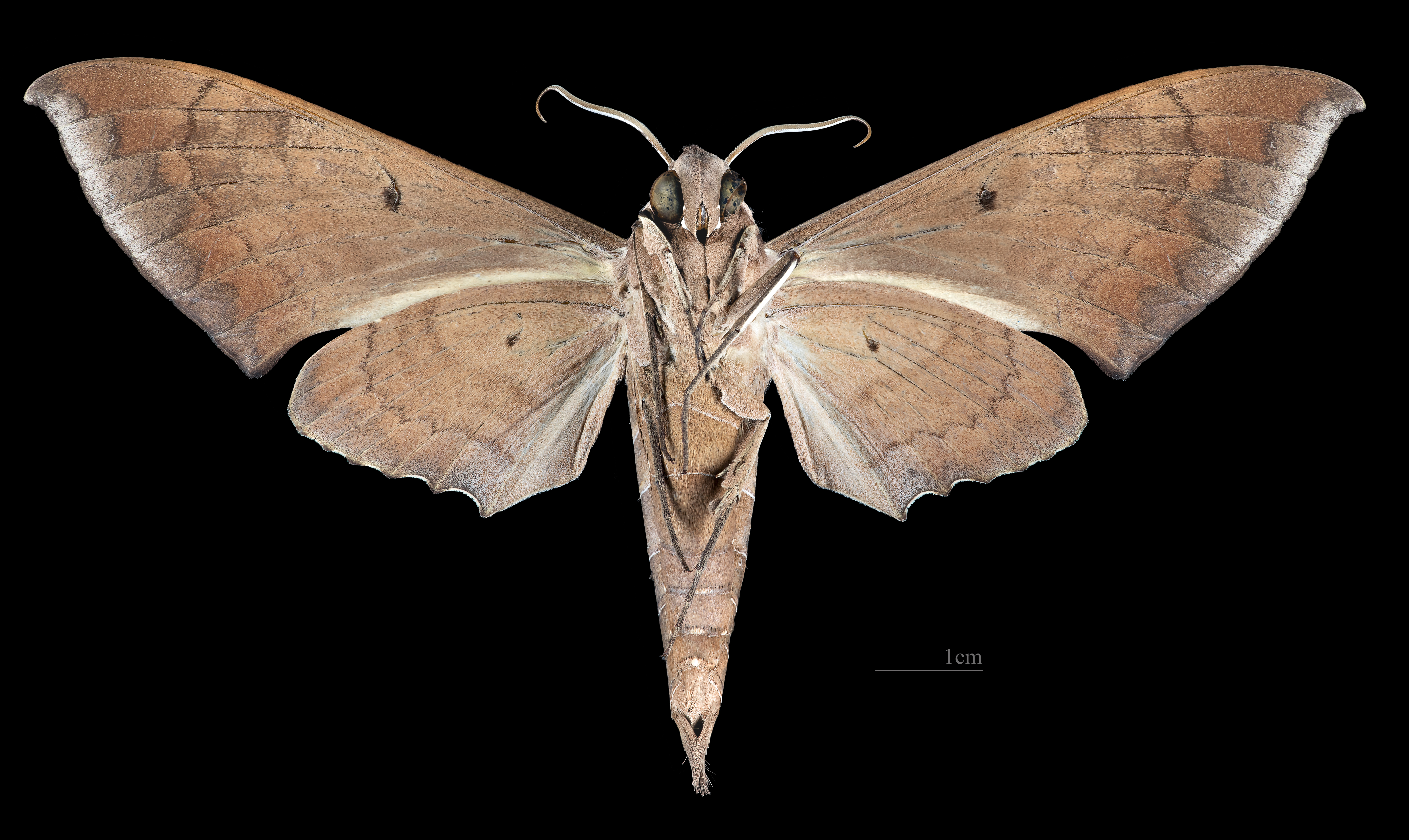
Pachylia darceta ♂   △
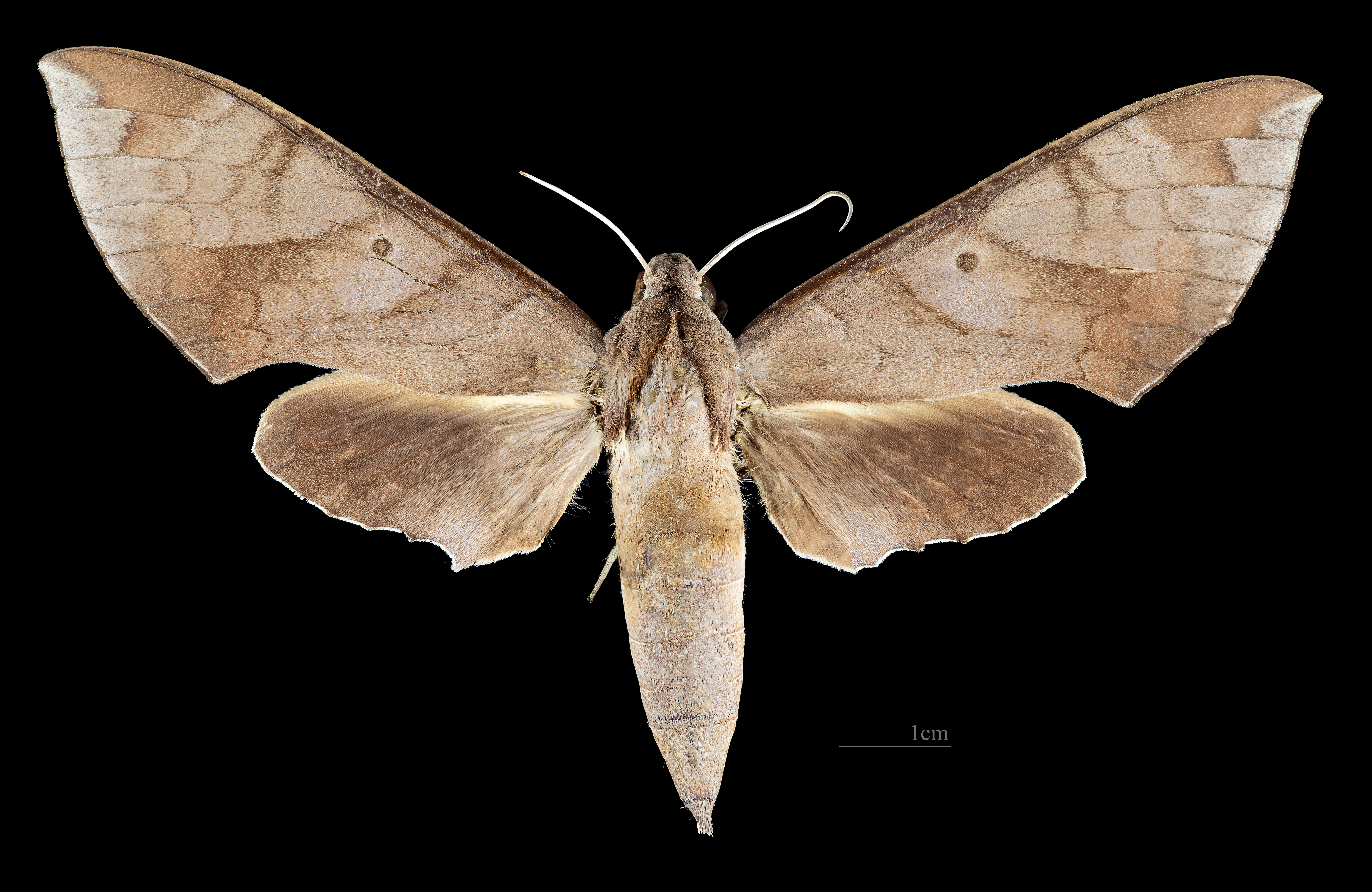
Pachylia darceta ♀
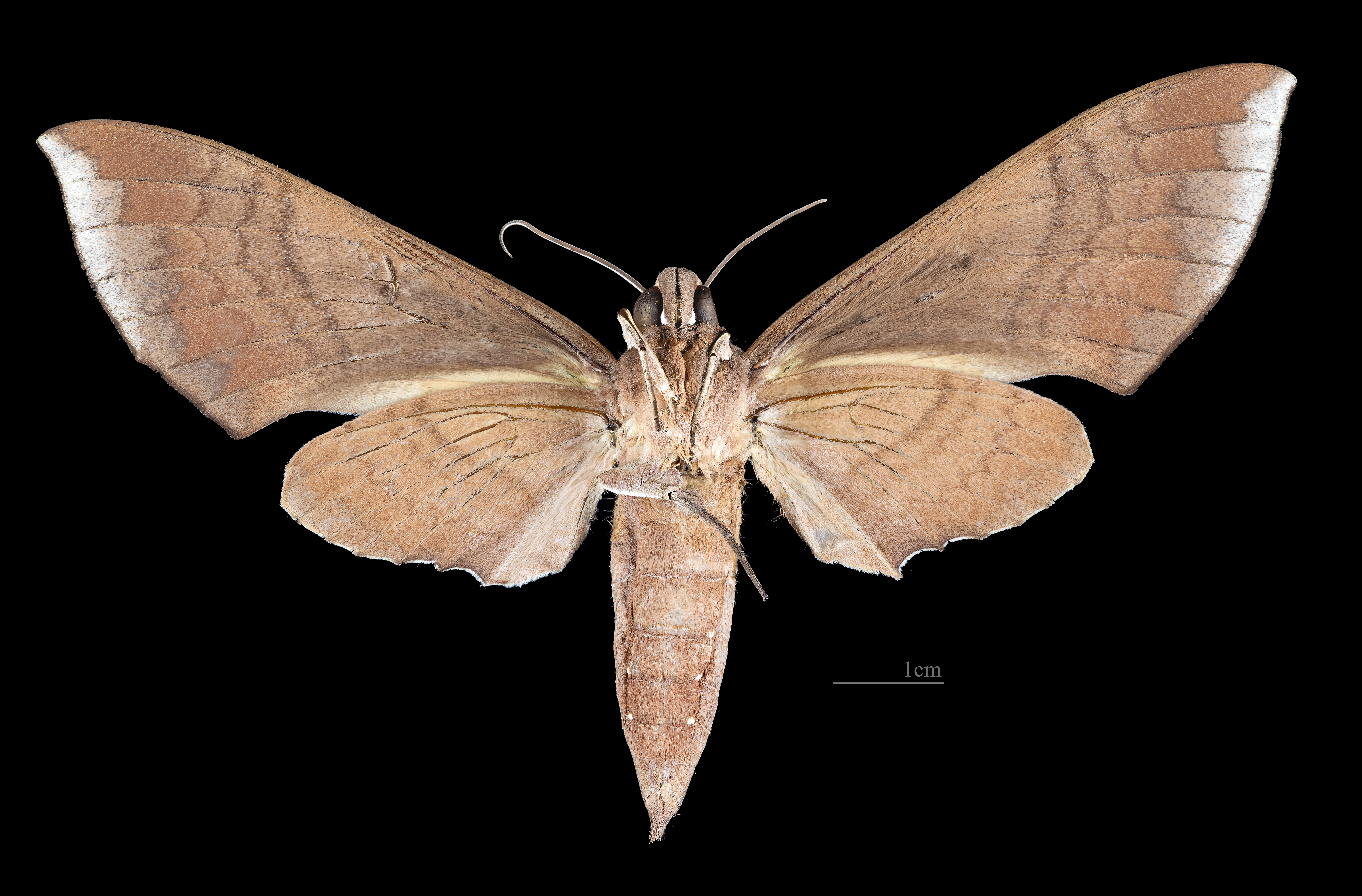
Pachylia darceta ♀ △